# Stazione di Bodio
La stazione di Bodio è una stazione ferroviaria posta sulla linea del Gottardo, in Svizzera. Serve l'omonimo centro abitato.